# Blažena Martiníková-Holanová
Blažena Martiníková-Holanová (* 21. prosince 1930 v Praze - Kbelích) je českou keramičkou a akademickou sochařkou.

## Život
Vystudovala Státní odbornou školu keramickou v Praze (1945–1948), poté ve studiu pokračovala na Vysoké škole uměleckoprůmyslové v Praze (VŠUP) pod vedením prof. Otty Eckerta. V rámci studia na VŠUP (1949–1954) se věnovala především drobným figurálním plastikám. Její uměleckou tvorbu představují plastiky a reliéfy jak pro interiéry, tak pro exteriéry.